# 李汶 (明朝)
李汶（1536年—1609年），字宗齊，號次溪，直隸河間府任丘縣人，官籍，明朝政治人物，官至兵部尚書。

## 生平
嘉靖四十年（1561年）辛酉科順天鄉試第三名舉人，嘉靖四十一年（1562年）中式壬戌科會試第六十五名，二甲第五十四名進士。歷官工部主事、工部都水司郎中、兵部武選司郎中、山東按察司副使，隆慶六年（1572年）十一月調任河南督學副使，萬曆四年（1576年）正月以添注山東副使奉命隨刑部左侍郎王宗沐之宣大閱視邊務，七月改任雲南提學副使。五年正月補陝西右參議兼理副使事，十二月升陝西右參政，八年七月升山東按察使，十年正月升陝西右布政使，七月調任浙江右布政使，十一年閏二月升山東左布政使，三月升都察院右僉都御史、巡撫陝西，十四年升南京大理寺卿，十二月以母老引疾乞休。
萬曆二十一年（1593年）十二月起為兵部右侍郎，二十二年四月協理京營戎政，二十三年四月出為陝西總督、右副都御史兼兵部右侍郎，劾罷不善戰將帥，裁汰尺籍，每年節省軍費十餘萬。二十四年二月於西寧鎮斬首六百餘級，升兵部尚書兼都察院左副都御史，照舊陝西總督，蔭一子錦衣衛副千戶世襲。二十五年五月敘延鎮文武將士功，加太子太保，七月加太子太傅，二十六年十二月錄甘鎮功，加少保兼太子太保，二十九年二月加少傅，七月加柱國，三十一年九月以一品六年考滿，詔加左柱國，給與誥命。三十三年十一月加太子太師，召回京協理京營，三十四年九月以九年考滿，加少師兼太子太師，三十五年六月告病，三十六年加特進，三十七年（1609年）卒，年七十四，追贈太師。

## 家族
曾祖李鵬；祖父李穆，驛丞；父李登。前母邊氏；母王氏。重慶下。兄李泮（貢士），弟李渭。四子：李楨國，後軍都督府佥事，管北鎮撫司事；次李楨陛、李楨垣、李楨扆。

## 著作
有《督陝奏議》四十卷及《撫陝奏議》、《南游三記》、《出塞詩》等。